# Parcul Național New Forest

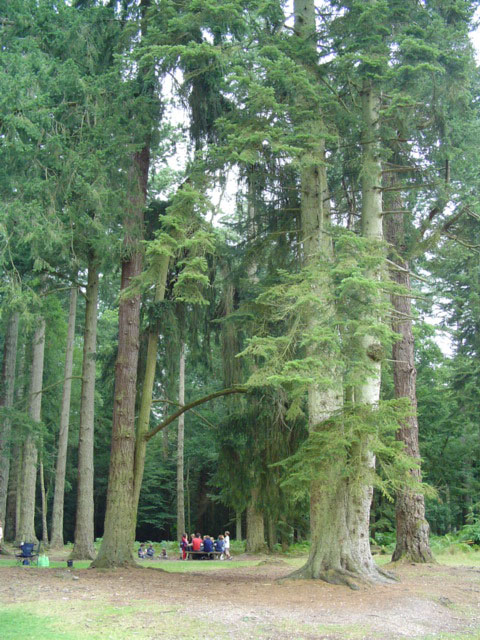
Parcul Național New Forest

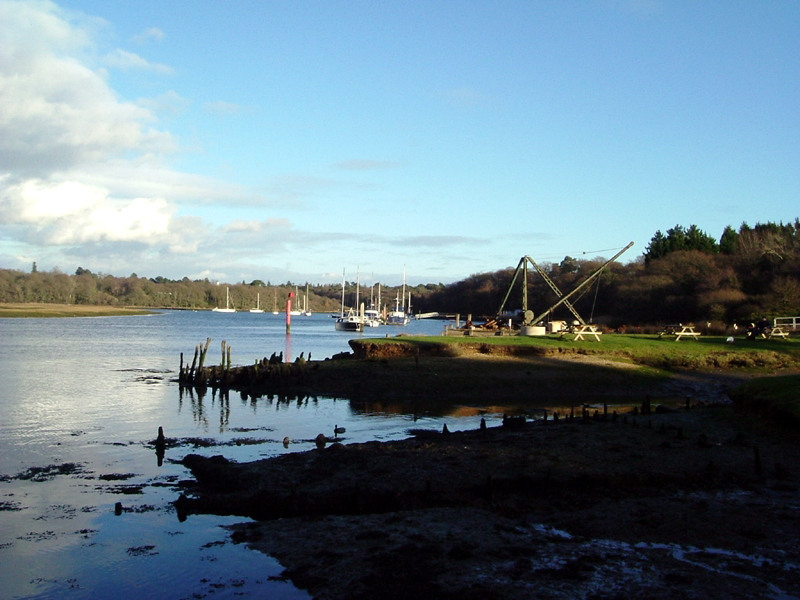
Parcul Național New Forest

Parcul Național New Forest este amplasat în cea mai mare parte în comitatul Hampshire în sudul Angliei. Pe teritoriul lui se află printre alte localități satul Winsor, Hampshire. El a fost declarat parc național în anul 2002, parcul are suprafața de 571 km², având o populație de ca. 38.000 loc.

## Flora și fauna
Fauna fiind reprezentată de
- Coronella austriaca, un șarpe neveninos ce poate atinge o lungime de 80 cm.
- Natrix natrix, viperă neveninoasă, de 2 m lungime
- Vipera berus, șarpe veninos, de 90 cm
- Lestes barbarus, o specie de libelulă ce atinge mărimea de 3,5 cm
- Lacerta agilis, șopârlă de 24 cm lungime
- Cerbi și căprioare ca (Dama dama), (Cervus elaphus), (Cervus nippon) și (Muntiacus reevesi)
- New-Forest-Pony, este un pony de călărie din Anglia de Sud.

Plante din genurile
- Ulex
- Drosera
- Gentiana
- Lycopodiella